# Traffic executive of the allies

Traffic executive of the allies est un comité inter-allié créé en 1917, pour la durée de la guerre, par la France, le Royaume-Uni et les États-Unis d'Amérique, afin de réguler leur trafic de fret, en particulier de céréales et d'acier. 

## Histoire
L'un des concepteurs de Traffic executive of the allies est Jean Monnet. Cet organisme technique existe de 1917 à 1919. Il siège à New-York au 120 Broadway. Il est présidé par un français anglophone, Pierre Le Bourgeois (1879-1971), architecte et officier du génie de réserve, auparavant chargé des approvisionnements français en Russie. Le Bourgeois est proposé pour ce poste par Ernest Vilgrain, sous-secrétaire d'État au ravitaillement, cousin-germain de son épouse.
Source :
- "Urgent Deficiency Appropriations on Account of War Expenses, 1918 : Hearings", Committee on Appropriatrions, Chambre des Représentants, Congrès des Etats-Unis.
- Alexis Battistin, « Pierre Le Bourgeois, architecte (1879 + 1971) » ; mémoire de maîtrise d’Histoire de l’Art, sous la direction de François Pupil, université de Nancy II (2 tomes).